# Prix Percy L. Julian
Le prix Percy L. Julian a été décerné pour la première fois en 1975 par l'Organisation nationale pour l'avancement professionnel des chimistes et ingénieurs chimistes noirs (NOBCChE). Le prix est décerné tous les un à deux ans. Il honore les scientifiques noirs qui ont apporté des contributions significatives aux domaines de la recherche pure ou appliquée en sciences ou en ingénierie.
Le prix a été nommé en l'honneur du chimiste Percy Lavon Julian. En devenant directeur de recherche d'une division de la Glidden Company de Chicago, Julian fut le premier Afro-Américain à diriger un groupe de recherche dans une grande entreprise. Il a ensuite fondé Julian Laboratories, Julian Associates, Inc. et le Julian Research Institute.

## Lauréats
- 2024, Guillermo Ameer, Northwestern University[2]
- 2023, Squire Booker (en), Pennsylvania State University[3]
- 2022, Dorothy J. Phillips, American Chemical Society[4]
- 2021, Malika Jeffries-EL (en), Boston University[5]
- 2020, Thomas H. Epps III, University of Delaware[6]
- 2019, Paula T. Hammond, Massachusetts Institute of Technology[7]
- 2018, Bobby L. Wilson, Texas Southern University (en)[8]
- 2017, Olester Benson, 3M[9]
- 2016, Goldie Byrd, North Carolina A&T State University[10]
- 2015, Milton L. Brown, Center for Drug Discovery (CDD) at Georgetown University Medical Center (en)[11],[12]
- 2014, Cato T. Laurencin (en), University of Connecticut[13]
- 2013, Warren M. Washington, National Center for Atmospheric Research[14]
- 2012, Carlton Truesdale, Corning Incorporated[15]
- 2011, Theodore Goodson III (en), University of Michigan[16]
- 2010, Thomas Mensah, Georgia Aerospace Corporation[17]
- 2009, Soni Olufemi Oyekan (en), Marathon Oil[18]
- 2008, Sharon Haynie, DuPont[19],[20]
- 2007, Kenneth R. Carter, University of Massachusetts[21]
- 2006, Jimmie L. Williams, Corning Incorporated[22]
- 2005, James H. Wyche, University of Miami[23]
- 2004, Gregory H. Robinson, University of Georgia[1]
- 2003, Victor Atiemo-Obeng, Dow Chemical Company[24]
- 2002, Victor McCrary, Johns Hopkins Applied Physics Lab[25]
- 2001, John E. Hodge, U.S. Dept. of Agriculture, Peoria[1] 
 James Andrew Harris (en),[1]
- 2000
- 1999, Linneaus Dorman, Dow Chemical[26]
- 1998, William A. Guillory, Innovations Consulting[1]
- 1997, James H. Porter, Massachusetts Institute of Technology[1]
- 1996, Edward Gay, Argonne National Laboratory[1]
- 1995, Joseph Francisco (en), Purdue University[27]
- 1994, Dotsevi Y. Sogah, Cornell University[1]
- 1993, Joseph Grover Gordon, II, IBM[28]
- 1992, Willie E. May (en), NIST[29]
- 1991, Bertrand Frazier-Reed, Duke University[1]
- 1990, Theodore Williams, College of Wooster[1]
- 1989, James C. Letton (en), Procter & Gamble[30]
- 1988, Isiah Warner, Emory University[31]
- 1987, Reginald E. Mitchell, Stanford University[1]
- 1986, George Warren Reed Jr. (en), Argonne National Laboratory[1]
- 1985, William M. Jackson (en), Howard University[32]
- 1984
- 1983, Byron W. Turnquest, ARCO Petroleum[1]
- 1982, K. M. Maloney, Allied Corporation[1]
- 1981, James W. Mitchell (en), Bell Laboratories[33]
- 1980
- 1979, William Alexander Lester, Jr., Lawrence Berkeley Laboratory[34],[35]
- 1978
- 1977, Walter Lincoln Hawkins (en), Bell Laboratories[36]
- 1976
- 1975, Arnold Stancell (en), Mobil Oil Company[1]